# Перланд (Тексас)
Перланд (енгл. Pearland) град је у америчкој савезној држави Тексас. По попису становништва из 2010. у њему је живело 91.252 становника.

## Демографија
Према попису становништва из 2010. у граду је живело 91.252 становника, што је 53.612 (142,4%) становника више него 2000. године.
| Група             | 2000.          | 2010.          |
| Белци             | 27.629 (73,4%) | 44.522 (48,8%) |
| Афроамериканци    | 2.006 (5,3%)   | 14.962 (16,4%) |
| Азијати           | 1.373 (3,6%)   | 11.302 (12,4%) |
| Хиспаноамериканци | 6.107 (16,2%)  | 18.694 (20,5%) |
| Укупно            | 37.640         | 91.252         |